# Međunarodna unija za biohemiju i molekularnu biologiju
Međunarodna unija za biohemiju i molekularnu biologiju (engl. International Union of Biochemistry and Molecular Biology, IUBMB) je međunarodna nevladina organizacija koja se bavi biohemijom i molekularnom biologijom. Osnovana je 1955. kao Međunarodna unija za biohemiju (engl. International Union of Biochemistry).
Međunarodna unija za biohemiju i molekularnu biologiju objavljuje standarde za biohemijsku nomenklaturu, uključujući nomenklaturu enzima. Ova organizacija u nekim slučajevima radi zajedno sa Međunarodnom unijom za čistu i primenjenu hemiju (IUPAC).
IUBMB organizuje kongres za biohemiju i molekularnu biologiju svake tri godine, i sponzira mnoštvo konferencija, simpozija, nastavnih aktivnosti i predavanja.